# Llista d'asteroides/86301–86400
| Nom     | Designació provisional | Data de descobriment | Lloc de descobriment | Descobridor/s        |
| ------- | ---------------------- | -------------------- | -------------------- | -------------------- |
| 86301 - | 1999 VL43              | 1 de novembre, 1999  | Catalina             | CSS                  |
| 86302 - | 1999 VJ46              | 3 de novembre, 1999  | Socorro              | LINEAR               |
| 86303 - | 1999 VL58              | 4 de novembre, 1999  | Socorro              | LINEAR               |
| 86304 - | 1999 VC60              | 4 de novembre, 1999  | Socorro              | LINEAR               |
| 86305 - | 1999 VN66              | 4 de novembre, 1999  | Socorro              | LINEAR               |
| 86306 - | 1999 VQ67              | 4 de novembre, 1999  | Socorro              | LINEAR               |
| 86307 - | 1999 VL78              | 4 de novembre, 1999  | Socorro              | LINEAR               |
| 86308 - | 1999 VN85              | 5 de novembre, 1999  | Catalina             | CSS                  |
| 86309 - | 1999 VA90              | 5 de novembre, 1999  | Socorro              | LINEAR               |
| 86310 - | 1999 VK96              | 9 de novembre, 1999  | Socorro              | LINEAR               |
| 86311 - | 1999 VE126             | 9 de novembre, 1999  | Kitt Peak            | Spacewatch           |
| 86312 - | 1999 VC146             | 12 de novembre, 1999 | Socorro              | LINEAR               |
| 86313 - | 1999 VL159             | 14 de novembre, 1999 | Socorro              | LINEAR               |
| 86314 - | 1999 VX161             | 14 de novembre, 1999 | Socorro              | LINEAR               |
| 86315 - | 1999 VU177             | 6 de novembre, 1999  | Socorro              | LINEAR               |
| 86316 - | 1999 VS179             | 6 de novembre, 1999  | Socorro              | LINEAR               |
| 86317 - | 1999 VH192             | 1 de novembre, 1999  | Anderson Mesa        | LONEOS               |
| 86318 - | 1999 VS192             | 1 de novembre, 1999  | Anderson Mesa        | LONEOS               |
| 86319 - | 1999 VF199             | 1 de novembre, 1999  | Catalina             | CSS                  |
| 86320 - | 1999 VT199             | 4 de novembre, 1999  | Anderson Mesa        | LONEOS               |
| 86321 - | 1999 VS202             | 4 de novembre, 1999  | Socorro              | LINEAR               |
| 86322 - | 1999 VJ216             | 3 de novembre, 1999  | Socorro              | LINEAR               |
| 86323 - | 1999 VJ219             | 3 de novembre, 1999  | Socorro              | LINEAR               |
| 86324 - | 1999 WA2               | 16 de novembre, 1999 | Socorro              | LINEAR               |
| 86325 - | 1999 WC6               | 28 de novembre, 1999 | Višnjan Observatory  | K. Korlević          |
| 86326 - | 1999 WK13              | 30 de novembre, 1999 | Socorro              | LINEAR               |
| 86327 - | 1999 WM13              | 29 de novembre, 1999 | Višnjan Observatory  | K. Korlević          |
| 86328 - | 1999 XX3               | 4 de desembre, 1999  | Catalina             | CSS                  |
| 86329 - | 1999 XZ7               | 2 de desembre, 1999  | Anderson Mesa        | LONEOS               |
| 86330 - | 1999 XR14              | 6 de desembre, 1999  | Socorro              | LINEAR               |
| 86331 - | 1999 XY19              | 5 de desembre, 1999  | Socorro              | LINEAR               |
| 86332 - | 1999 XG21              | 5 de desembre, 1999  | Socorro              | LINEAR               |
| 86333 - | 1999 XA26              | 6 de desembre, 1999  | Socorro              | LINEAR               |
| 86334 - | 1999 XO27              | 6 de desembre, 1999  | Socorro              | LINEAR               |
| 86335 - | 1999 XP29              | 6 de desembre, 1999  | Socorro              | LINEAR               |
| 86336 - | 1999 XD32              | 6 de desembre, 1999  | Socorro              | LINEAR               |
| 86337 - | 1999 XP32              | 6 de desembre, 1999  | Socorro              | LINEAR               |
| 86338 - | 1999 XK34              | 6 de desembre, 1999  | Socorro              | LINEAR               |
| 86339 - | 1999 XV40              | 7 de desembre, 1999  | Socorro              | LINEAR               |
| 86340 - | 1999 XQ49              | 7 de desembre, 1999  | Socorro              | LINEAR               |
| 86341 - | 1999 XH54              | 7 de desembre, 1999  | Socorro              | LINEAR               |
| 86342 - | 1999 XP54              | 7 de desembre, 1999  | Socorro              | LINEAR               |
| 86343 - | 1999 XZ56              | 7 de desembre, 1999  | Socorro              | LINEAR               |
| 86344 - | 1999 XA67              | 7 de desembre, 1999  | Socorro              | LINEAR               |
| 86345 - | 1999 XE84              | 7 de desembre, 1999  | Socorro              | LINEAR               |
| 86346 - | 1999 XO84              | 7 de desembre, 1999  | Socorro              | LINEAR               |
| 86347 - | 1999 XU89              | 7 de desembre, 1999  | Socorro              | LINEAR               |
| 86348 - | 1999 XF102             | 7 de desembre, 1999  | Socorro              | LINEAR               |
| 86349 - | 1999 XO102             | 7 de desembre, 1999  | Socorro              | LINEAR               |
| 86350 - | 1999 XW102             | 7 de desembre, 1999  | Socorro              | LINEAR               |
| 86351 - | 1999 XS105             | 11 de desembre, 1999 | Oizumi               | T. Kobayashi         |
| 86352 - | 1999 XR111             | 7 de desembre, 1999  | Socorro              | LINEAR               |
| 86353 - | 1999 XX113             | 11 de desembre, 1999 | Socorro              | LINEAR               |
| 86354 - | 1999 XB116             | 5 de desembre, 1999  | Catalina             | CSS                  |
| 86355 - | 1999 XF116             | 5 de desembre, 1999  | Catalina             | CSS                  |
| 86356 - | 1999 XR122             | 7 de desembre, 1999  | Catalina             | CSS                  |
| 86357 - | 1999 XF123             | 7 de desembre, 1999  | Catalina             | CSS                  |
| 86358 - | 1999 XB143             | 14 de desembre, 1999 | Fountain Hills       | C. W. Juels          |
| 86359 - | 1999 XQ143             | 15 de desembre, 1999 | Socorro              | LINEAR               |
| 86360 - | 1999 XR162             | 8 de desembre, 1999  | Catalina             | CSS                  |
| 86361 - | 1999 XE178             | 10 de desembre, 1999 | Socorro              | LINEAR               |
| 86362 - | 1999 XS178             | 10 de desembre, 1999 | Socorro              | LINEAR               |
| 86363 - | 1999 XT179             | 10 de desembre, 1999 | Socorro              | LINEAR               |
| 86364 - | 1999 XC194             | 12 de desembre, 1999 | Socorro              | LINEAR               |
| 86365 - | 1999 XH207             | 12 de desembre, 1999 | Socorro              | LINEAR               |
| 86366 - | 1999 XO213             | 14 de desembre, 1999 | Socorro              | LINEAR               |
| 86367 - | 1999 XY223             | 13 de desembre, 1999 | Kitt Peak            | Spacewatch           |
| 86368 - | 1999 XB225             | 13 de desembre, 1999 | Kitt Peak            | Spacewatch           |
| 86369 - | 1999 XK226             | 14 de desembre, 1999 | Kitt Peak            | Spacewatch           |
| 86370 - | 1999 XR228             | 14 de desembre, 1999 | Kitt Peak            | Spacewatch           |
| 86371 - | 1999 XZ234             | 3 de desembre, 1999  | Anderson Mesa        | LONEOS               |
| 86372 - | 1999 XA254             | 12 de desembre, 1999 | Kitt Peak            | Spacewatch           |
| 86373 - | 1999 YK                | 16 de desembre, 1999 | Socorro              | LINEAR               |
| 86374 - | 1999 YD3               | 17 de desembre, 1999 | Socorro              | LINEAR               |
| 86375 - | 2000 AT2               | 1 de gener, 2000     | San Marcello         | L. Tesi, M. Tombelli |
| 86376 - | 2000 AX4               | 2 de gener, 2000     | San Marcello         | L. Tesi, A. Boattini |
| 86377 - | 2000 AQ12              | 3 de gener, 2000     | Socorro              | LINEAR               |
| 86378 - | 2000 AV18              | 3 de gener, 2000     | Socorro              | LINEAR               |
| 86379 - | 2000 AY26              | 3 de gener, 2000     | Socorro              | LINEAR               |
| 86380 - | 2000 AD40              | 3 de gener, 2000     | Socorro              | LINEAR               |
| 86381 - | 2000 AM40              | 3 de gener, 2000     | Socorro              | LINEAR               |
| 86382 - | 2000 AY41              | 3 de gener, 2000     | Socorro              | LINEAR               |
| 86383 - | 2000 AJ42              | 3 de gener, 2000     | Socorro              | LINEAR               |
| 86384 - | 2000 AS47              | 4 de gener, 2000     | Socorro              | LINEAR               |
| 86385 - | 2000 AK51              | 4 de gener, 2000     | Socorro              | LINEAR               |
| 86386 - | 2000 AN56              | 4 de gener, 2000     | Socorro              | LINEAR               |
| 86387 - | 2000 AG60              | 4 de gener, 2000     | Socorro              | LINEAR               |
| 86388 - | 2000 AT60              | 4 de gener, 2000     | Socorro              | LINEAR               |
| 86389 - | 2000 AM67              | 4 de gener, 2000     | Socorro              | LINEAR               |
| 86390 - | 2000 AW74              | 5 de gener, 2000     | Socorro              | LINEAR               |
| 86391 - | 2000 AE87              | 5 de gener, 2000     | Socorro              | LINEAR               |
| 86392 - | 2000 AH90              | 5 de gener, 2000     | Socorro              | LINEAR               |
| 86393 - | 2000 AG112             | 5 de gener, 2000     | Socorro              | LINEAR               |
| 86394 - | 2000 AH124             | 5 de gener, 2000     | Socorro              | LINEAR               |
| 86395 - | 2000 AM124             | 5 de gener, 2000     | Socorro              | LINEAR               |
| 86396 - | 2000 AB129             | 5 de gener, 2000     | Socorro              | LINEAR               |
| 86397 - | 2000 AF138             | 5 de gener, 2000     | Socorro              | LINEAR               |
| 86398 - | 2000 AV139             | 5 de gener, 2000     | Socorro              | LINEAR               |
| 86399 - | 2000 AV140             | 5 de gener, 2000     | Socorro              | LINEAR               |
| 86400 - | 2000 AE141             | 5 de gener, 2000     | Socorro              | LINEAR               |